# Kreuzkirche (Marcardsmoor)

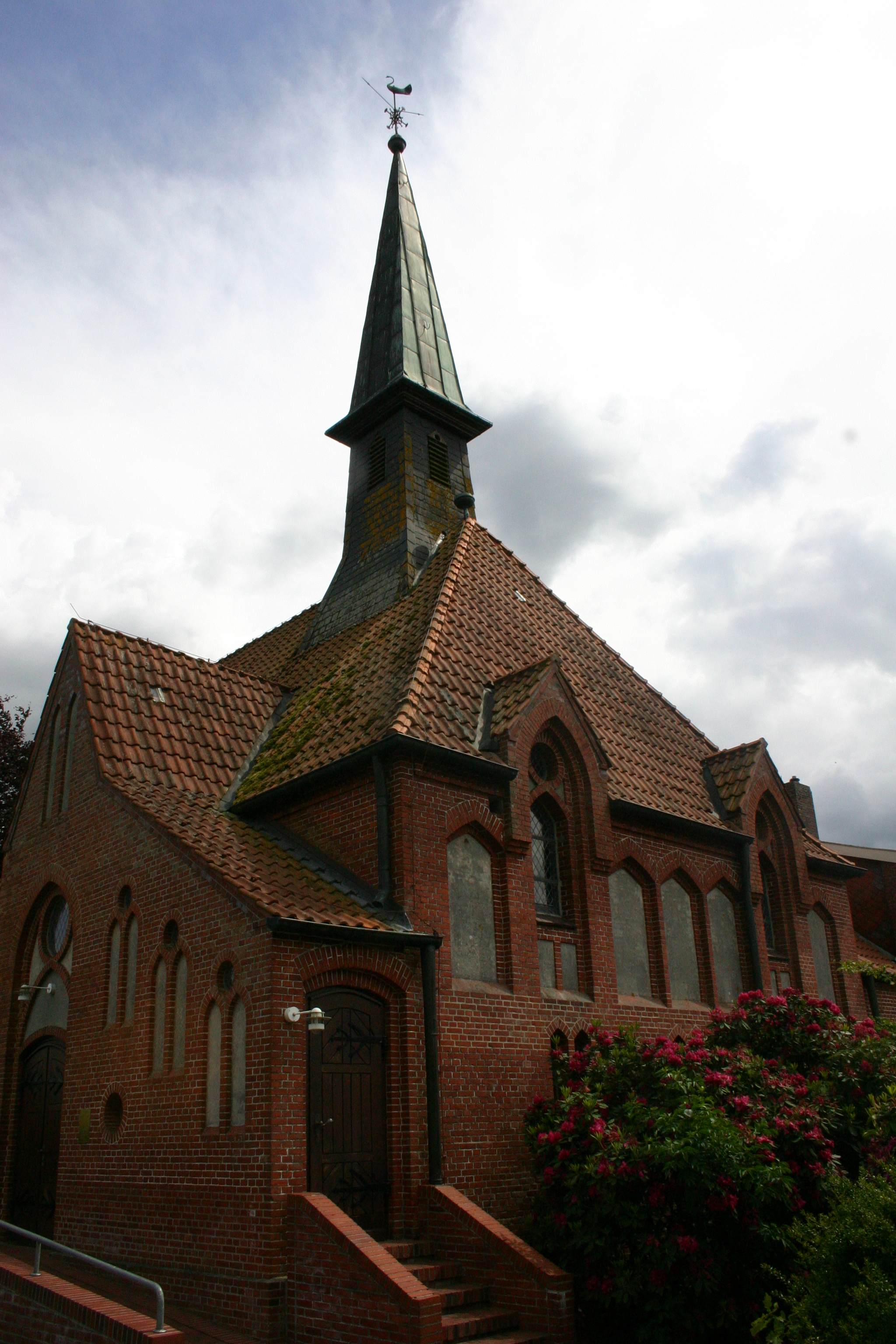
Kreuzkirche

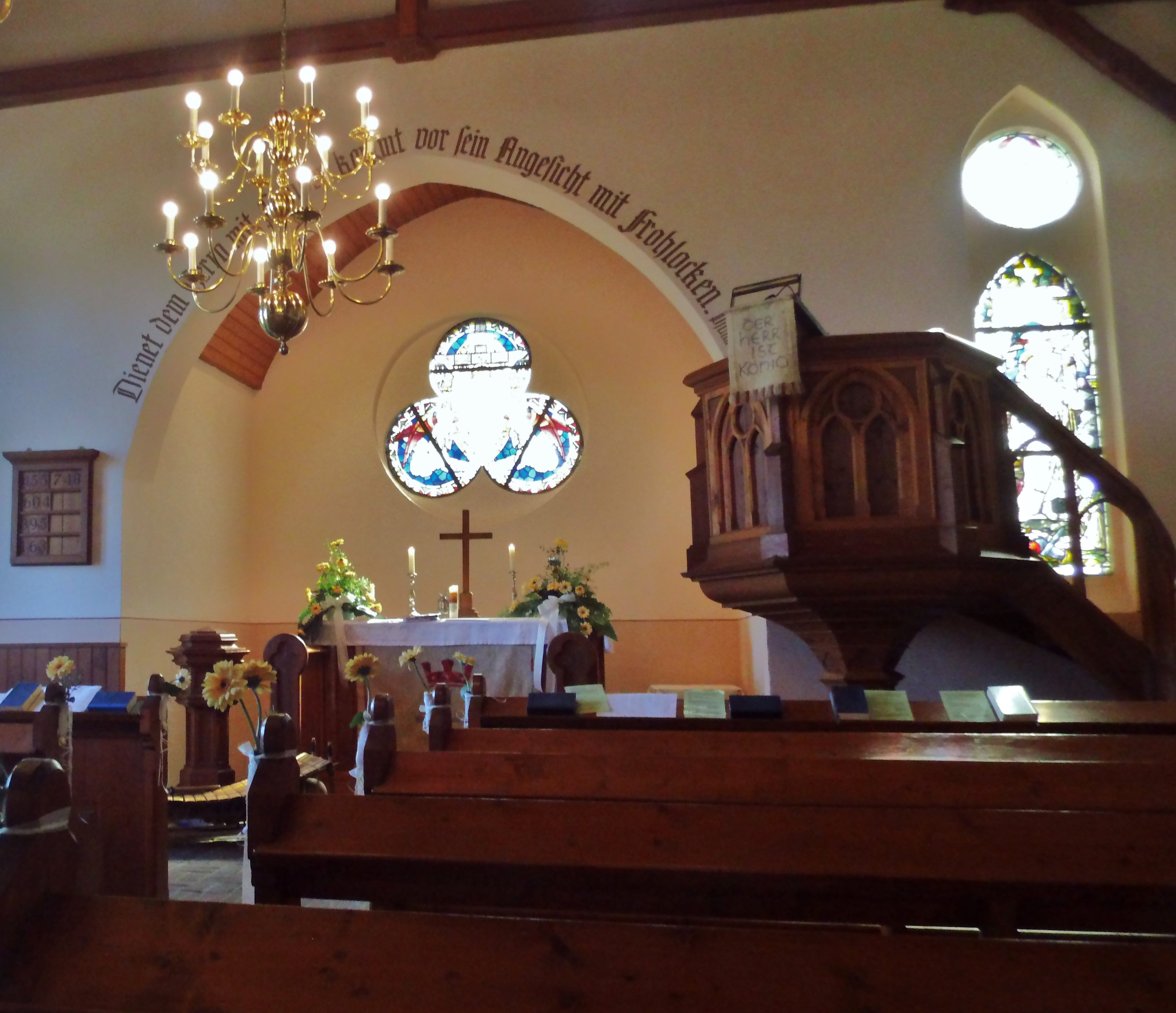
Inneres der Kreuzkirche

Die evangelisch-lutherische Kreuzkirche in Marcardsmoor, einem Ortsteil der ostfriesischen Stadt Wiesmoor, wurde im Jahre 1907 erbaut.

## Geschichte
Die Moorkolonie Marcardsmoor wurde im späten 19. Jahrhundert gegründet und nach dem preußischen Abgeordneten Eduard Marcard benannt. Bereits vor Anlage der Kolonie hatten die Behörden in Aurich und Hannover den Bau von Kirche, Pfarrhaus, Schule und Gemeindehaus eingeplant. Zu Beginn der Besiedelung zählte der Ort noch zur Parochie Reepsholt. Im Jahre 1895 wurde die Schule fertiggestellt und anschließend von Pastoren aus der Muttergemeinde für Gottesdienste im Ort genutzt. Erster Pastor in Marcardsmoor war Otto Wessels aus Horsten, der am 28. Januar 1900 als Hilfsprediger in sein Amt eingeführt wurde. Im Sommer 1901 wurde der Friedhof auf dem Sandberg nördlich des Kanals angelegt und Marcardsmoor 1903 unter Einbeziehung von Wiesedermeer und Upschört zu einer Pfarrkollaboratur erklärt. Anschließend wurde am 14. September 1903 ein Kirchenvorstand gewählt, der beim Königlichen Landeskonsistorium in Hannover den Bau der Kirche mit Pfarrhaus beantragte. Das dafür notwendige Land stellten die staatlichen Stellen unentgeltlich zur Verfügung, was die Baukosten minimierte.
Im September 1904 begannen die Arbeiten. Die Bauhauptarbeiten wurden unter Aufsicht des Bautechnikers Mastmeyer und Moorvogt Helms von örtlichen Handwerkern ausgeführt. Im Jahre 1907 waren die Bauarbeiten abgeschlossen, so dass die Kirche ohne Turm am 10. Februar eingeweiht wurde. Bei Fertigstellung bot das Gotteshaus Platz für 275 Personen. Schon wenige Jahre später wurde beim Landeskonsistorium bemängelt, sie sei zu klein.
Im Jahre 1926 wurde die Pfarrkollaboratur in eine selbständige Kirchengemeinde umgewandelt. 1928 erwies sich der Dachreiter als zu instabil für die Glocken. Daher wurde etwa 250 Meter von der Kirche entfernt auf der höchsten Erhebung von Marcardsmoor (19,6 m über NN) ein freistehender Glockenturm errichtet.
Im Jahre 1967 wurde die Friedhofskapelle und 1992 das Gemeindehaus errichtet.

## Beschreibung
Die Kirche ist ein Rohziegelbau im neugotischen Stil mit vorgebauter Ostapsis. Im Norden befindet sich ein weiterer Vorbau als Aufgang zur Holzempore. Die Ausmalung des Innenraums wurde von Malermeister Remmers aus Friedeburg vorgenommen. Zu dem großen Kirchenareal gehören ein direkt an die Kirche angebautes Pfarrhaus und ein 1930 errichteter, 25 Meter hoher Glockenturm.

## Ausstattung

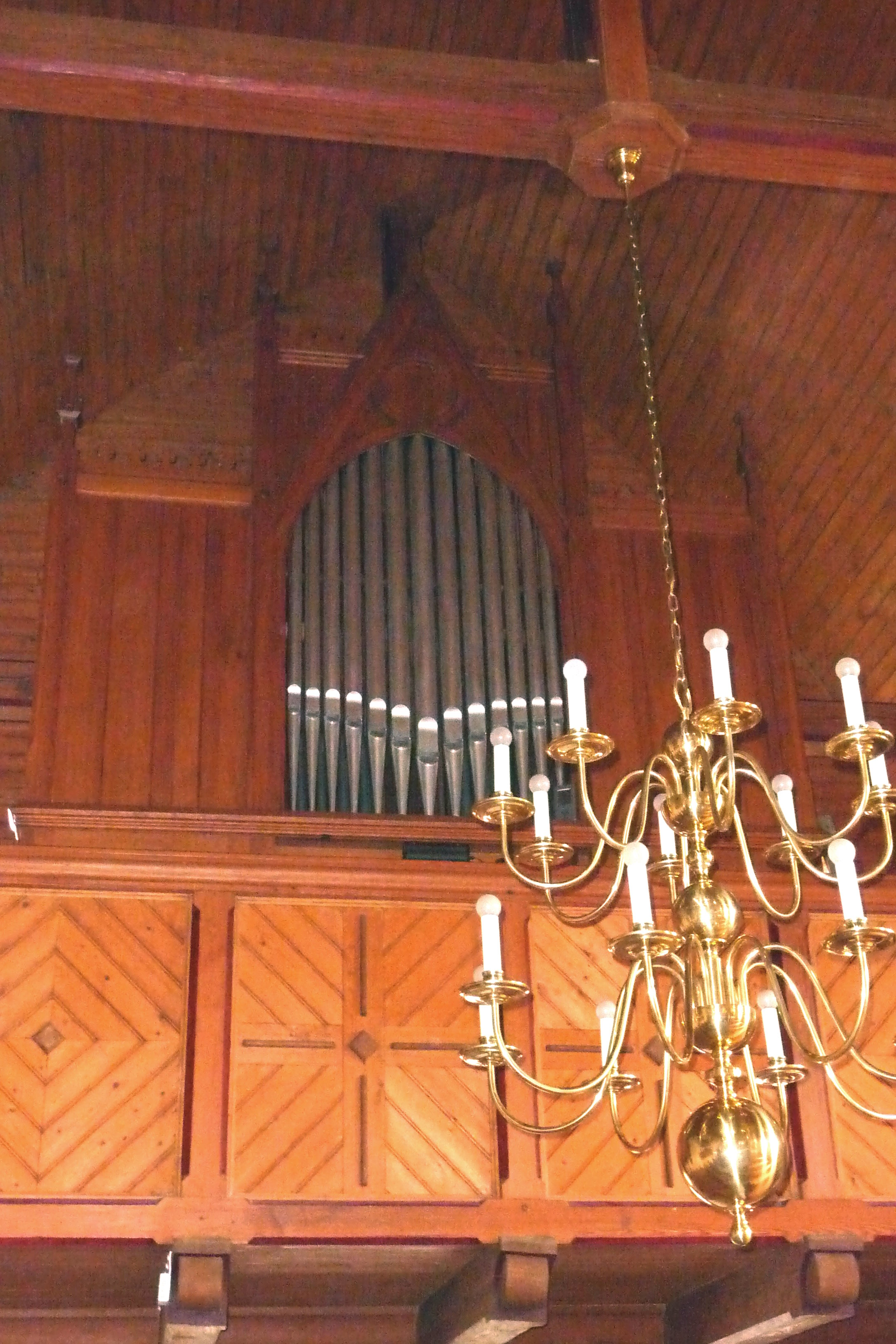
Orgel von Furtwängler & Hammer (1911)

Die drei bunten Bleiglasfenster im Altarraum wurden von dem Hof-Glasmeister J. Prill aus Hannover hergestellt. Zu den bedeutendsten Ausstattungsgegenständen zählen eine Bibel mit Widmung durch Kaiserin Auguste Victoria aus dem Jahre 1907 und das Kanzelbild, das von der namensgebenden Familie Marcard gestiftet wurde.
Zwei der sechs silbernen Altarleuchter wurden in der Werkstatt des Silberschmieds Franz Bolze aus Bremen gefertigt. Zu den Vasa Sacra gehören eine Kanne von Assmann aus Lüdenscheid bzw. Berlin, ein Kelch und eine Patene des Meisters Wagner aus Berlin und eine Dose ohne Meisterzeichen. Kanne, Kelch und Patene für das Abendmahl stiftete das Königliche Landeskonsistorium.
Die Taufschale wurde zu Ostern 1910 gestiftet, die Taufkanne Ostern 1912 von Frau Eilers aus Aurich.
Die Orgel wurde im Jahre 1911 von P. Furtwängler & Hammer aus Hannover in Auftrag gegeben. Finanziert wurde das Instrument durch Zuschüsse und den Verkauf von Erbgräbern. Am 28. Januar 1912 wurde die zweimanualige Orgel mit Taschenlade feierlich eingeweiht. In den Jahren 1952 und 1986 wurde das vollständig erhaltene Instrument grundlegend überholt, im Jahr 2009 erneut durch den Ostfriesischen Orgelservice.